# Doom of the Occult
Doom of the Occult ist das zweite Studioalbum der deutschen Death-Doom-Band Necros Christos. Es erschien am 11. März 2011 bei Sepulchral Voice und Ván Records.

## Entstehung
Mors Dalos Ra kündigte ein Album mit dem vollständigen Titel The 9 Branched Candelabrum of Mystical Lights, Leading into Doom of the Occult an, das erneut eine tiefe konzeptuelle Struktur aufweisen und noch mehr akustische Musik als das vorige Album Triune Impurity Rites enthalten solle.

## Musik
Zwischen den neun eigentlichen Liedern finden sich, wie auf dem Debütalbum, zahlreiche Interludien, die mit Gate und einer arabischen oder Temple und einer römischen Ziffer betitelt sind, oft akustische Gitarren oder andere Metal-untypische Instrumente enthalten und unter anderem an nordeuropäischen Folk oder Musik aus dem mediterranen Raum beziehungsweise dem mittleren Osten anlehnen. Mit Gate betitelt sind dabei die akustischen Interludien, solche mit Orgeleinsatz als Temple. Temple I lehnt sich mit den Worten Kýrie eléison (griechisch: Herr, erbarme Dich) an Nekros Kristos (Temple IX.99) vom vorigen Album an.
Die Metal-Titel basieren auf simplen Riffs und erschaffen eine hypnotische Doom-Atmosphäre. Die Musik von Necros Christos verzichtet auf hohe Geschwindigkeiten, Blastbeats und Demonstrationen des technischen Könnens der Musiker, und konzentriert sich stattdessen auf „langsame, simple, panzerartige Schwere in Verbindung mit unheimlichen Growls und einer seltsamen, undefinierbaren okkulten Qualität“. Nur die Geschwindigkeit des Schlagzeugspiels wird gelegentlich gesteigert. Der Klang ist stark basslastig.

## Hintergrund
Der Albumtitel bezieht sich auf den neunarmigen Chanukkia-Leuchter. Die neun Metal-Songs des Albums stehen für die neun Flammen. Baal und Hathor sind antike Gottheiten. Die nächsten beiden Flammen (Necromantique Nun und Invoked from Carrion Slumber) beziehen sich auf die Totenbeschwörerin von Endor. (1 Sam 28 ) Bei der fünfte Flamme geht es um die hinduistischen Götter Kali, Shakti und Shiva. Die Flammen sechs und sieben (Succumbed to Sarkum Phagum und Visceras of the Embalmed Deceased) beschäftigen sich mit der Vergänglichkeit des menschlichen Körpers. Die letzten beiden Flammen (The Pharaonic Dead und Descending into the Kingly Tomba) handeln von den letzten Ruhestätten der ägyptischen Pharaonen.

## Titelliste
| 1. Temple I – 1:20 2. Baal of Ekron – 4:54 3. Temple II – 0:39 4. Hathor of Dendera – 4:52 5. Gate 1 – 1:17 6. Temple III – 0:49 7. Necromantique Nun – 3:54 8. Temple IV – 0:22 9. Invoked from Carrion Slumber – 5:10 10. Gate 2 – 4:15 11. Temple IX.99 – 0:22 12. Doom of Kali Maa – Pyramid of Shakti Love – Flame of Master Shiva – 9:27 | 1. Gate 3 – 1:17 2. Temple V – 0:30 3. Succumbed to Sarkum Phagum – 4:57 4. Temple VI – 0:23 5. Visceras of the Embalmed Deceased – 6:18 6. Gate 4 – 5:19 7. Temple VII – 0:34 8. The Pharaonic Dead – 7:32 9. Temple VIII – 0:22 10. Descending into the Kinly Tomba – 7:12 11. Gate 5 – 1:23 |

## Kritiken
Götz Kühnemund, damaliger Chefredakteur des deutschen Magazins Rock Hard, beschrieb Doom of the Occult als „Death-Metal-Monster“ und als „wahres Meisterwerk düsterer Tonkunst“. Er gab dem Album neun von zehn Punkten. The.Beaver von metal.de zählte das Album zu den voraussichtlich besten des Jahres 2011; die Band inszeniere „ihr gesamtes Material so düster, dass so manche Black Metal Band neidisch auf die erschaffene Stimmung sein dürfte“. Er lobte die gelegentlichen schnelleren Schlagzeugpassagen und die „sägenden“ Gitarren, die den Liedern „beinahe im Alleingang den letzten Kick verpassen“. Rüdiger Stehle von Powermetal.de verglich die Musik wegen des basslastigen Klangs mit der der frühen griechischen Black-Metal-Szene und altem atmosphärischen Death Metal insbesondere von Peaceville Records. Wer sich „eine grimmige, kompromisslose Chimäre“ aus Darkthrones Soulside Journey, Acherons Satanic Victory und Necromantias Crossing the Fiery Path vorstellen könne, bekomme „ein ungefähres Bild von der Kerbe, in die NECROS CHRISTOS schlägt“.
Miika Virtanen bezeichnete Doom of the Occult als Meisterwerk und natürlichen Nachfolger von Triune Impurity Rites. Dan Obstkrieg hingegen bezeichnete die Musik als prätentiös und langweilig.